# Argélia nos Jogos Olímpicos de Verão de 1996
A Argélia enviou 44 competidores para os Jogos Olímpicos de Verão de 1996, em Atlanta, nos Estados Unidos. A delegação conquistou três medalhas.

## Medalhas
| Atleta             | Esporte   | Evento          | Medalha |
| ------------------ | --------- | --------------- | ------- |
| Noureddine Morceli | Atletismo | 1500 m feminino | Ouro    |
| Hocine Soltani     | Boxe      | Peso leve       | Ouro    |
| Mohamed Bahari     | Boxe      | Peso médio      | Bronze  |

## Desempenho

### Atletismo
Masculino
| Atleta             | Evento | Eliminatórias | Eliminatórias | Quartas-de-final | Quartas-de-final | Semifinais  | Semifinais  | Final       | Final           |
| Atleta             | Evento | Tempo         | Pos.          | Tempo            | Pos.             | Tempo       | Pos.        | Tempo       | Pos.            |
| ------------------ | ------ | ------------- | ------------- | ---------------- | ---------------- | ----------- | ----------- | ----------- | --------------- |
| Amar Hecini        | 400 m  | DSQ           | DSQ           | Não avançou      | Não avançou      | Não avançou | Não avançou | Não avançou | Não avançou     |
| Adem Hecini        | 800 m  | 1:47.23       | 4º/bat. 2     |                  |                  | Não avançou | Não avançou | Não avançou | Não avançou     |
| Noureddine Morceli | 1500 m | 3:41.95       | 1º/bat. 2     |                  |                  | 3:32.88     | 1º/bat. 1   | 3:35.78     | Medalha de ouro |
| Ahmed Krama        | 1500 m | 3:42.09       | 7º/bat. 5     |                  |                  | Não avançou | Não avançou | Não avançou | Não avançou     |
| Réda Benzine       | 5000 m | 14:03.06      | 3º/bat. 1     |                  |                  | 13:37.52    | 8º/bat. 1   | 13:42.34    | 13º             |
| Aïssa Bel Aout     | 5000 m | 13:51.96      | 5º/bat. 2     |                  |                  | 14:04.56    | 6º/bat. 2   | 14:06.52    | 15º             |

Feminino
| Atleta             | Evento | Eliminatórias | Eliminatórias | Quartas-de-final | Quartas-de-final | Semifinais  | Semifinais  | Final       | Final       |
| Atleta             | Evento | Tempo         | Pos.          | Tempo            | Pos.             | Tempo       | Pos.        | Tempo       | Pos.        |
| ------------------ | ------ | ------------- | ------------- | ---------------- | ---------------- | ----------- | ----------- | ----------- | ----------- |
| Noria Mérah-Benida | 800 m  | 2:02.44       | 4º/bat.1      |                  |                  | Não avançou | Não avançou | Não avançou | Não avançou |

### Boxe
| Atleta              | Peso               | Primeira fase            | Oitavas de final          | Quartas de final        | Semifinais                 | Final                  | Final             |
| Atleta              | Peso               | Adversário e resultado   | Adversário e resultado    | Adversário e resultado  | Adversário e resultado     | Adversário e resultado | Pos.              |
| ------------------- | ------------------ | ------------------------ | ------------------------- | ----------------------- | -------------------------- | ---------------------- | ----------------- |
| Mehdi Assous        | Mosca              | PNG H. Gereo V 11-4      | ARG O. Narváez V 20-4     | GER Z. Lunka D 6-19     | Não avançou                | Não avançou            | 5º                |
| Abdel Aziz Boulehia | Galo               | GRE A. Tsiripidis V 10-6 | RUS R. Malakhbekov D RSC  | Não avançou             | Não avançou                | Não avançou            | 9º                |
| Noureddine Madjhoud | Pena               | CUB L. Aragon D 6-9      | Não avançou               | Não avançou             | Não avançou                | Não avançou            | 17º               |
| Hocine Soltani      | Leve               | TUR V. İşsever V 14-2    | BRA A. Magalhães V 11-1   | KOR Sin E. V 16-10      | ROU L. Doroftei V 9-6      | BUL T. Tonchev V 3*-3  | Medalha de ouro   |
| Mohamed Allalou     | Meio-médio-ligeiro | KEN P. Bulinga V 17-3    | POL J. Bielski V 19-8     | TUN F. Missaoui D 15-16 | Não avançou                | Não avançou            | 5º                |
| Mohamed Bahari      | Médio              | BAR M. Thomas V RSC      | GEO A. K'ak'auridze V 8-5 | IRL B. Magee V 15-9     | TUR M. Beyleroğlu D 11-11* | Não avançou            | Medalha de bronze |

### Esgrima
| Atleta               | Prova                       | Primeira fase          | Segunda fase           | Oitavas de final       | Quartas de final       | Semifinais             | Final                  | Final |
| Atleta               | Prova                       | Adversário e resultado | Adversário e resultado | Adversário e resultado | Adversário e resultado | Adversário e resultado | Adversário e resultado | Pos.  |
| -------------------- | --------------------------- | ---------------------- | ---------------------- | ---------------------- | ---------------------- | ---------------------- | ---------------------- | ----- |
| Raouf Salim Bernaoui | Sabre individual masculino  | ROU M. Covaliu D 7-15  | Não avançou            | Não avançou            | Não avançou            | Não avançou            | Não avançou            | 40º   |
| Ferial Salhi         | Florete individual feminino | CHN Liang J. D 7-15    | Não avançou            | Não avançou            | Não avançou            | Não avançou            | Não avançou            | 37º   |

### Halterofilismo
| Atleta                 | Categoria           | Arranque | Arranque | Arremesso | Arremesso | Total | Total |
| Atleta                 | Categoria           | Kg       | Pos.     | Kg        | Pos.      | Kg    | Pos.  |
| ---------------------- | ------------------- | -------- | -------- | --------- | --------- | ----- | ----- |
| Azzedine Basbas        | Até 64 kg masculino | 120,0    | 28º      | 160,0     | 12º       | 280,0 | 24º   |
| Fouad Bouzenada        | Até 64 kg masculino | 115,0    | 29º      | 152,5     | 26º       | 267,5 | 29º   |
| Abdel Manaane Yahiaoui | Até 70 kg masculino | 150,0    | 7º       | 185,0     | 4º        | 335,0 | 5º    |

### Handebol
Masculino
| Equipe | Fase de grupos                                                                                   | Fase de grupos | Segunda fase           | Final                                          | Pos. |
| Equipe | Adversário e resultado                                                                           | Pos.           | Adversário e resultado | Adversário e resultado                         | Pos. |
| --- | ------------------------------------------------------------------------------------------------ | -------------- | ---------------------- | ---------------------------------------------- | ---- |
| Amar Daoud Abdel Ghani Loukil Redouane Aoachria Salim Nedjel-Hammou Nabil Rouabhi Redouane Saïdi Beghouache Ben Ali Sofiane Lamali Abdel Djalil Bouanani Mahmoud Bouanik Rabah Gherbi Achour Hasni Sofiane Khalfallah Mohamed Bouziane Salim Abes Karim El-Mahouab | EGY Egito D 16-19 FRA França D 22-33 ESP Espanha D 14-20 GER Alemanha D 23-25 BRA Brasil E 20-20 | 5º (gr. B)     | Não avançou            | Disputa do 9º lugar USA Estados Unidos D 26-27 | 10º  |

### Judô
Masculino
| Atleta             | Categoria | Pos. |
| ------------------ | --------- | ---- |
| Amar Meridja       | -60 kg    | =9º  |
| Abdel Hakim Harkat | -71 kg    | =13º |
| Lyes Cherifi       | -78 kg    | =17º |
| Kamel Larbi        | 95 kg+    | =21º |

Feminino
| Atleta                 | Categoria | Pos. |
| ---------------------- | --------- | ---- |
| Salima Souakri-Dahmani | -48 kg    | =5º  |
| Lynda Mekzine          | -52 kg    | =9º  |

### Lutas
Masculino
| Atleta            | Categoria                        | Fase de 32             | Oitavas de final                   | Quartas de final                      | Semifinais             | Final                  | Final |
| Atleta            | Categoria                        | Adversário e resultado | Adversário e resultado             | Adversário e resultado                | Adversário e resultado | Adversário e resultado | Pos.  |
| ----------------- | -------------------------------- | ---------------------- | ---------------------------------- | ------------------------------------- | ---------------------- | ---------------------- | ----- |
| Youssef Bouguerra | Greco-romana até 74 kg masculino | JPN T. Katayama D 2-13 | Repescagem: BUL S. Stoyanov D 0-5  | Não avançou                           | Não avançou            | Não avançou            | 16º   |
| Omar Kedjaouer    | Livre até 52 kg masculino        | UKR V. Tohuzov D 0-10  | Repescagem: MEX V. Rodríguez V 2-0 | Repescagem: TUR M. Topaktaş D (queda) | Não avançou            | Não avançou            | 14º   |

### Natação
Masculino
| Atleta     | Evento      | Eliminatórias | Eliminatórias | Final       | Final       |
| Atleta     | Evento      | Tempo         | Pos.          | Tempo       | Pos.        |
| ---------- | ----------- | ------------- | ------------- | ----------- | ----------- |
| Salim Iles | 50 m livre  | 23.61         | 36º           | Não avançou | Não avançou |
| Salim Iles | 100 m livre | 50.87         | 25º           | Não avançou | Não avançou |
| Salim Iles | 200 m livre | 1:54.10       | 31º           | Não avançou | Não avançou |

### Remo
Feminino
| Atleta        | Evento        | Eliminatórias | Eliminatórias | Repescagem | Repescagem | Semifinais  | Semifinais  | Final   | Final |
| Atleta        | Evento        | Tempo         | Pos.          | Tempo      | Pos.       | Tempo       | Pos.        | Tempo   | Pos.  |
| ------------- | ------------- | ------------- | ------------- | ---------- | ---------- | ----------- | ----------- | ------- | ----- |
| Samia Hireche | Skiff simples | 9:08.31       | 6º/bat. 2     | 9:28.41    | 5º/bat. 1  | Não avançou | Não avançou | 9:09.92 | 5º FC |

Legenda
| Recorde mundial      | Recorde mundial (World record)               |                       | Recorde africano                      | Recorde africano (African) |                                           | Q | Classificado por posição (Qualified) |
| Recorde olímpico     | Recorde olímpico (Olympic record)            | Recorde da América    | Recorde da América (Americas)         | q                          | Classificado por melhor tempo (Qualified) |   |                                      |
| Melhor marca do ano  | Melhor marca do ano (World leading)          | Recorde asiático      | Recorde asiático (Asian)              | DNS                        | Não largou (Did not start)                |   |                                      |
| Recorde nacional     | Recorde nacional (National record)           | Recorde europeu       | Recorde europeu (European)            | DNF                        | Não terminou (Did not finish)             |   |                                      |
| Recorde pessoal      | Recorde pessoal do atleta (Personal best)    | Recorde da Oceania    | Recorde da Oceania (Oceania)          | DSQ / DQ                   | Desclassificado (Disqualified)            |   |                                      |
| Recorde da temporada | Recorde da temporada do atleta (Season best) | Recorde sul-americano | Recorde sul-americano (South America) | NM                         | Sem marca (No mark)                       |   |                                      |

| S | Classificado(a) para as semifinais |    |                        | FA | Final A (disputa de medalhas) |  |  | FD | Final D (sem medalhas) |
| Q | Classificado(a) para as quartas    | FB | Final B (sem medalhas) | FE | Final E (sem medalhas)        |  |  |    |                        |
| R | Classificado(a) para a repescagem  | FC | Final C (sem medalhas) | FF | Final F (sem medalhas)        |  |  |    |                        |